# Kisokomagatake
Der Kisokomagatake (japanisch 木曽駒ヶ岳 Kisokoma-ga-take) ist ein Berg im japanischen Kiso-Gebirge mit einer Höhe von 2956 m. Er liegt innerhalb der Nagano. Der Kisokomagatake wird zudem in dem bekannten Buch 100 berühmte japanische Berge (日本百名山, Hyakumeizan) aufgelistet.
Auf der Ostseite des Hōken-dake mit Zugang zum Kisokomagatake befindet sich die Komagatake-Seilbahn.
|                                                |                                 |                          |
| Kisokomagatake aus Richtung Westen im Frühling | Kiso-Gebirge aus Richtung Osten | Kisokomagatake im Herbst |